# Boots (azienda)
La Boots è una catena di negozi britannica che si occupa della vendita di farmaci e cosmetici.

## Storia
La Boots prende il nome dal suo fondatore John Boot che, nel 1849, aprì un'erboristeria a Nottingham. In seguito, l'attività passò al figlio Jesse e sua madre, cambiando nome Mary M & J Boot, Herbalists. Nel 1888 l'azienda venne rinominata Boots Pure Drug Company Ltd. Con il passare degli anni, l'azienda aprì sempre più punti vendita nel Regno Unito. Fornì, su richiesta del governo, gli ospedali da campo.
Nel 2022 l'a Boots contava complessivamente 2200 negozi nel Regno Unito e in Irlanda.